# Thomas Fersen
Thomas Fersen (Popincourt, 1963. január 4. –) francia énekes, dalszerző.

## Pályafutása
Ifjúkorában először egy punkegyüttes tagja volt, majd kávézókban, színházakban zongorázott. 1993-ban adta ki első albumát, amivel azonnal sikert aratott.
Ugyanakkor költőként is tehetséges. Minduntalan játszik a nyelvvel, szójátékokkal bűvészkedik, mondókák, szimbólumok, növénynevek (zöldségek és gyümölcsök), állatok (madarak és vadállatok) birodalmából származó képek segítségével történeteket, meséket mond el. A mindennapi élet egyszerű pillanatai, benyomásai és érzelmei, valamint a hétköznapi emberek álmai, kudarcai és hibái fogalmazódnek meg Fersen dalszövegeiben.
Mély kavicsos, füstös hangja sajátos, jellegzetes atmoszférát ad dalainak, amelyek albumonként különböző zenei stílusokhoz tartoznak (rock, folk-rock, dzsessz, blues).
Beceneve (Tomas Boy) egy mexikó labdarúgó (Thomas Fersen) és Hans-Axel de Fersen (Marie-Antoinette svéd szeretője) nevéből ered.

## Albumok
- 1993: Le Bal des oiseaux
- 1995: Les Ronds de carotte
- 1997: Le Jour du poisson
- 1999: Qu4tre
- 2001: Triplex (triple album live)
- 2003: Pièce montée des grands jours
- 2004: La Cigale des grands jours
- 2005: Le Pavillon des fous
- 2007: Gratte-moi la puce – Best of de poche
- 2008: Trois petits tours
- 2011: Je suis au paradis
- 2013: Thomas Fersen & The Ginger Accident
- 2017: Un coup de queue de vache
- 2019: C'est tout ce qu'il me reste

## Filmek
- Thomas Fersen az IMDb-n

## Fordítás
Ez a szócikk részben vagy egészben  a   Thomas Fersen című angol Wikipédia-szócikk ezen változatának fordításán alapul.  Az eredeti cikk szerkesztőit annak laptörténete sorolja fel. Ez a jelzés csupán a megfogalmazás eredetét és a szerzői jogokat jelzi, nem szolgál a cikkben szereplő információk forrásmegjelöléseként.